# Daiki Tamori
Daiki Tamori (japanisch 田森 大己 Tamori Daiki; * 5. August 1983 in der Präfektur Hiroshima) ist ein japanischer Fußballspieler.

## Karriere
Tamori erlernte das Fußballspielen in der Jugendmannschaft von Sanfrecce Hiroshima und der Universitätsmannschaft der Hōsei-Universität. Seinen ersten Vertrag unterschrieb er 2006 bei Ventforet Kofu. Der Verein spielte in der höchsten Liga des Landes, der J1 League. Am Ende der Saison 2007 stieg der Verein in die J2 League ab. Für den Verein absolvierte er 14 Ligaspiele. 2009 wechselte er zum Ligakonkurrenten Ehime FC. Für den Verein absolvierte er 98 Ligaspiele. 2013 wechselte er zum Ligakonkurrenten Kyoto Sanga FC. Für den Verein absolvierte er 61 Ligaspiele. 2016 wechselte er zum Ligakonkurrenten FC Gifu. Für den Verein absolvierte er 86 Ligaspiele. Ende 2018 beendete er seine Karriere als Fußballspieler.